# Malcolm (Nebraska)
Pour les articles homonymes, voir Malcolm.
Malcolm est un village du comté de Lancaster, dans l'État du Nebraska, aux États-Unis. En 2020, il comptait une population de 457 habitants.